# NRP Lima (D333)
Le NRP Lima (pennant number : D333) était l’un des cinq destroyers de classe Douro construits pour la marine portugaise dans les années 1930. Il est resté en service jusqu’au début des années 1960.

## Conception
Les navires de classe Douro ont été conçus par le constructeur naval britannique Yarrows et étaient basés sur le Ambuscade, un prototype de destroyer construit par Yarrow pour la Royal Navy en 1926. Les navires mesuraient 98,45 m de longueur hors tout, avec un maître-bau de 9,45 m et un tirant d'eau de 3,35 m. Ils avaient un déplacement de 1239 tonnes à charge standard et 1588 tonnes à pleine charge.
Les navires étaient propulsés par deux turbines à vapeur à engrenages Parsons-Curtis, chacune entraînant un arbre d'hélice en utilisant la vapeur fournie par trois chaudières Yarrow. Les turbines, d’une puissance nominale de 33000 chevaux-vapeur (25000 kW), étaient conçues pour atteindre une vitesse maximale de 36 nœuds (67 km/h). Le Lima a atteint une vitesse de 36,36 nœuds (67,34 km/h) à une puissance de 31110 ch (23200 kW) lors de ses essais. Les destroyers transportaient suffisamment de mazout pour atteindre une autonomie de 5400 milles marins (10000 km) à 15 nœuds (28 km/h),.
L’armement était similaire à celui des destroyers contemporains de la Royal Navy, avec quatre canons Vickers-Armstrong Mk G de 4,7 pouces (120 mm) et trois canons antiaériens Mk VIII de 2 livres (40 mm). Les navires emportaient deux affûts de quatre tubes lance-torpilles de 21 pouces (533 mm), tandis que leur armement anti-sous-marins se composait de deux lanceurs de charges de profondeur et 12 grenades anti-sous-marines. Les navires pouvaient transporter jusqu’à 20 mines. Leur effectif était de 147 officiers et hommes du rang.

## Carrière
Les cinq destroyers ont effectué des patrouilles pour défendre la neutralité du Portugal pendant la Seconde Guerre mondiale. Leur armement antiaérien a été rénové en 1942-1943, avec les canons de 40 mm et l’un des affûts de tubes lance-torpilles remplacés par six canons de 20 mm,. Les navires ont été réaménagés par Yarrow de 1946 à 1949, avec les machines remises à neuf, l’armement antiaérien à nouveau changé en trois canons Bofors de 40 mm dans des affûts motorisés et trois canons de 20 mm. Des sonars et des radars britanniques de type 285 et de type 291 ont été installés.